# Телятинки (Щёкинский район)
Телятинки — деревня в Щёкинском районе Тульской области России.
В рамках административно-территориального устройства относится к Яснополянской сельской администрации Щёкинского района, в рамках организации местного самоуправления входит в сельское поселение Яснополянское.

## География
Расположен в 4,5 км к северу от железнодорожной станции города Щёкино, на реке Течера (приток Воронки), недалеко от северной окраины посёлка Первомайский.

## История
В 1859 году здесь (сельцо Телятинка Крапивенского уезда Тульской губернии) было учтено 18 дворов, в 1926 — 50, в конце 1930-х годов  — 51. В 1986 году была подвергнута радиационному воздействию от Аварии на Чернобыльской АЭС[уточнить].

## Население
| 2002 | 2010 |
| ---- | ---- |
| 257  | ↘189 |

В 2002 году в деревне проживало 257 человек. 
Национальный состав
Согласно результатам переписи 2002 года, в национальной структуре населения русские составляли 98 % от жителей.